# Hydroxy-α-sanshool
Hydroxy-α-sanshool är en molekyl som förekommer i växter i släktet zanthoxylum till vilket sichuanpeppar hör. Ämnet ger en kittlande och något avdomnande känsla i läpparna vilket på neurologisk nivå beror på att den aktiverar TRPV1-receptorn och TRPA1-kanalen.